# 埔尾村 (新竹縣)
24°42′N 121°03′E / 24.700°N 121.050°E
埔尾村為臺灣新竹縣北埔鄉西北的一村。位處峨眉湖北側的丘陵上，是北埔鄉人口聚集的住宅區，也是北埔鄉往寶山鄉的必經之地。下設有13鄰，共958戶2,889人，均為客家人。
埔尾村傳統人口大多是祖先來自廣東省的客家人，埔尾最早是以彭姓家族為主而慢慢形成的聚落，因為是由北埔逐漸發展過來的聚落，故稱之為埔尾庄。

在埔尾的南側台三線經過的埔心地區，是北埔鄉晚近新開發的地方，因為北埔老街土地已經沒有足夠的空間發展，所以新設的學校還有中華電信機房都設在埔尾村內。埔尾村的周圍有零星工廠，村裡面的製造業家數佔全鄉的四分之一。